# Graziella Rodondi
Graziella Rodondi 1960 es una botánica, micóloga, algóloga, profesora, taxónoma, conservadora, y exploradora italiana.

## Carrera
Desarrolla actividades académicas y científicas en el Departamento de biociencias, de la Universidad de Milán, con énfasis en fanerógamas, algas, y hongos.

## Algunas publicaciones
- daniela Basso, annalisa Caragnano, line Le Gal, graziella Rodondi. 2015. The genus Lithophyllum in the north-western Indian Ocean, with description of L. yemenense sp. nov., L. socotraense sp. nov., L. subplicatum comb. et stat. nov., and the resumed L. affine, L. kaiseri, and L. subreduncum (Rhodophyta, Corallinales). Phythotaxa 208 (3): resumen

- mario Beretta, graziella Rodondi, lubomír Adamec, carlo Andreis. 2014. Pollen morphology of European bladderworts (Utricularia L., Lentibulariaceae). Review of Palaeobotany & Palynology 205: 22 - 30. []

- p.s. Colombo, g. Flamini, m.s. Christodoulou, graziella Rodondi, s. Vitalini, d. Passarella, g. Fico. 2014. Farinose alpine Primula species: phytochemical and morphological investigations. Phytochemistry 98: 151 - 159. doi: 10.1016/j.phytochem.2013.11.018 resumen

- daniela Basso, annalisa Caragnano, graziella Rodondi. 2014. Trichocytes in Lithophyllum kotschyanum and Lithophyllum spp. (Corallinales, Rhodophyta) from the NW Indian Ocean. J. of Phycology 50: 711 – 717. doi: 10.1111/jpy.12197 resumen

- a. Caragnano, daniela Basso, d.e. Jacob, d. Storz, graziella Rodondi, f. Benzoni, et al. 2014. The coralline red alga Lithophyllum kotschyanum f. affine as proxy of climate variability in the Yemen coast, Gulf of Aden (NW Indian Ocean). GEOCHIMICA ET COSMOCHIMICA ACTA, 124, 1-17. - ISSN 0016-7037

- francesca Benzoni, daniela Basso, annalisa Caragnano, graziella Rodondi. 2011. Hydrolithon spp. (Rhodophyta, Corallinales) overgrow live corals (Cnidaria, Scleractinia) in Yemen. Marine Biology 158 (11): 2419 - 2428

- daniela Basso, graziella Rodondi, guido Bressan. 2011. A re-description of Lithothamnion crispatum and the status of Lithothamnion superpositum (Rhodophyta, Corallinales). Phycologia 50 (2): 144-155. Resumen (enlace roto disponible en Internet Archive; véase el historial, la primera versión y la última).

- -----------------, ---------------------. 2006. A Mediterranean population of Spongites fruticulosus (Rhodophyta, Corallinales), the type species of Spongites, and the taxonomic status of S. stalactitica and S. racemosa. Phycologia 45 (4): 403-416. Resumen (enlace roto disponible en Internet Archive; véase el historial, la primera versión y la última).

- -----------------, ---------------------, matteo Mari. 2004. Comparative study between Lithothamnion minervae and the type material of Millepora fasciculata (Corallinales, Rhodophyta). Phycologia 43 (2): 215-223. Resumen (enlace roto disponible en Internet Archive; véase el historial, la primera versión y la última).

- c. Andreis, graziella Rodondi. 1989. Trichocyst response to PTA-CrO3 in some Dinoflagellates. Trieste: Societa adriatica di scienze 5 - 11, il.

- ------------, -----------------------. 1987. Alcune stazioni di Isoetes echinospora Dur. nel Bresciano e osservazioni al sem delle spore delle Isoetes della flora italica. NATURA BRESCIANA Ann. Mus. Civ. Se. N a t. 23: 119 - 130.

- ------------, -----------------------. 1984. l pascoli delle Alpi Orobie Orientali. Note vegetazionali per un catasto. Actas Convegno <<Attività silvo-pastorali ed aree protette>>. Corteno Golgi (BS) 26-28 de junio de 1982: 85 - 127.

## Honores

### Membresías
- Sociedad Botánica Italiana[6]
- La abreviatura «Rodondi» se emplea para indicar a Graziella Rodondi como autoridad en la descripción y clasificación científica de los vegetales.[7]